# 田中洋行
田中 洋行（たなか ひろゆき、1976年 - ）は、NHKのアナウンサー。

## 来歴
千葉県木更津市出身。木更津市立波岡中学校、東海大学付属望洋高等学校（現・東海大学付属市原望洋高等学校）、東海大学海洋学部水産学科（現・海洋生物学科）卒業。高校在学中には釣りに興じ、また東南アジアでのボランティア活動に参加していた。
大学を卒業後、2000年にNHKに入局。以来、地域情報番組などのキャスターやリポーターを務めながら、海・環境・水産をテーマにした番組を数多く制作してきた。福井放送局赴任中の2005年には、同年に放送の『クローズアップ現代』と『NHKスペシャル』でエチゼンクラゲによる漁業被害を取り上げるため、自ら潜水取材を行った。NHK潜水連絡会所属インストラクター。サンゴの海や北海道の流氷の下、水族館の水槽と、広く水中リポートを行っている。東京湾に関するリポート制作は数多く、館山沖の定置網にかかったメガマウスの水中ロケも行っている。「首都圏ネットワーク」キャスター時代には葛西臨海水族園の飼育マグロの大量死などの取材も行っている。
既婚者で、娘が2人いる。次女誕生後の2010年8月から1年間育児休業に入り、夫妻共同で育児をする「イクメン活動」を行っていた。

## 担当番組

### 長崎放送局時代
- 長崎県のニュース・中継・リポート
- もってこい長崎5 - リポーター

### 福井放送局時代
- 福井県のニュース・中継・リポート
- ほっとネット福井（6時台キャスター）
- LIVE610 - キャスター[2]
- 探検ロマン世界遺産 - 「インド・ナンダデヴィと花の谷世界遺産」リポーター

### 名古屋放送局時代
- ゆきねえの名古屋なごやか喫茶 - 番組スタート時に担当。
- 金とく[3]
- NHKニュースおはよう日本[3]
- ひるブラ[7]
- 東海3県・東海北陸のニュース・中継・リポート

### 東京アナウンス室時代（2012年度 - 2015年7月）
- おはよう日本・首都圏 - 中継リポーター
- 首都圏ネットワーク - リポーター、村竹勝司夏季休暇中の代理キャスター、キャスター[8]（2014年3月 - 2015年3月）
- ニュース・気象情報 - 主に関東甲信越ローカルパート担当（不定期）
- 首都圏ニュース845 - キャスター（2014年12月16日 - 19日、2015年5月20日 - 22日）

### 千葉放送局時代（2015年8月 - 2019年度）
- ひるどき情報ちば
- 首都圏ネットワーク - 「行ってみよう行ってみたい」千葉県のリポート（不定期）
- ワイルドライフ ・スペシャル「奇想天外!希少な命が島々を生き抜く」リポーター
- BS特集　南極「氷の下のタイムカプセル」ナレーション

### 静岡放送局時代（2022年8月 - 2024年度）
- ニュースしずおか645（不定期）
- ニュースしずおか845（不定期）
- NHKニュース たっぷり静岡（不定期、代理キャスター）
- おはよう静岡（不定期、主に月-火曜担当）
- 静岡県のニュース・中継・リポート
- 令和6年能登半島地震の緊急報道対応による富山放送局への応援派遣で、氷見市からの中継リポートと富山県のニュースを担当（2024年1月4日 - 5日）。
- 令和6年能登半島地震の緊急報道対応による金沢放送局への応援派遣で、珠洲市（2月19日）と七尾市中島町（2月20日）からの中継リポート、ニュースいしかわ845（2月21日 - 22日）、石川県のニュース・ライフライン情報（2月23日）を担当（2024年2月19日 - 23日）。